# Повзун індійський
Повзу́н інді́йський, або ана́ба́с, або риба-повзун (Anabas testudineus) — один з видів лабіринтових риб (Anabantoidei) з родини анабасових (Anabantidae). Належить до числа найпоширеніших риб Південної та Південно-Східної Азії. Відомий своєю здатністю дихати атмосферним повітрям.
Вид був описаний двічі: спочатку М. Блох 1792 року описав його як Anthias testudineus, а 1797 року Далдорф (D. C. de Daldorff) описав його як Perca scandens. Ж. Кюв'є 1817 року зарахував цю рибу до нового роду Anabas.
Видова назва testudineus латинською означає «черепахоподібний». Підставою для такого вибору М. Блоха став той факт, що анабас має дуже міцний череп, який можна порівняти з панцирем черепахи.

## Таксономічний статус
Таксономічний статус Anabas testudineus все ще залишається предметом дискусії. Існує значна плутанина в систематиці роду Anabas. Він часто трактується як монотипний, але майже напевно являє собою комплекс видів. Anabas testudineus відзначається винятковою варіативністю. Морфологічні ознаки, тобто колір, форма тіла та меристичні дані виду, описуються як змінні. Локальні популяції відрізняються кількістю променів у спинному та анальному плавцях, кількістю лусок у бічній лінії, пропорціям тіла. На жаль, дані стосовно популяцій A. testudineus поки обмежені, але, враховуючи спектр морфологічних відмінностей у різних популяцій, а також широкий ареал виду, іхтіологи значною мірою погоджуються, що, ймовірно, існує ряд додаткових таксонів. Деякі з цих популяцій раніше були описані як окремі види або підвиди, але більшість зараз вважаються синонімами A. testudineus.
У Таїланді були визначені три основні географічні варіації з топографічно визначеними кордонами між ними, що в основному відповідають основним річковим системам країни. Генетичний маркер мітохондріальної ДНК показав, що практично всі вони є генетично відмінними. В той же час дослідження популяцій Anabas testudineus із Суматри та Півострівної Малайзії показало їхню генетичну одноманітність. Дослідження хромосом індійського матеріалу встановило, що там існує щонайменше два види Anabas, і це пізніше було підтверджено морфологічними даними. Одним із цих видів є A. testudineus, а другим одні автори називають A. oligolepis, інші — A. cobojius. A. cobojius з Північної Індії та Непалу є єдиним іншим дійсним представником роду Anabas.

## Опис

### Морфологія
Середня за розміром кісткова риба, її максимальна загальна довжина 25,0 см, зазвичай зустрічаються риби розміром 10—15 см завдовжки. В акваріумі може виростати до 16 см. Загальна довжина становить 120,9-127,0 % стандартної (без хвостового плавця). Риба з острова Сулавесі, що мала 208 мм загальної довжини, важила 209,9 г.
Тіло видовжене, помірно високе, його висота становить 28,1-32,2 %, а висота хвостового стебла 13,5-17,9 % стандартної довжини, лінії спини та черева майже прямі й паралельні між собою. В перетині форма тіла варіює від овальної й стиснутої з боків до майже циліндричної, це залежить від віку риби та кількості споживаної нею їжі.
Голова округла, похила, коротка (її довжина становить 29,6-32,2 % стандартної довжини), повністю вкрита лускою, з великими очима. Рот кінцевий, досить великий, щелепи та окремі інші кістки в роті густо вкриті ворсистими зубчиками. Верхня щелепа майже сягає середини ока. Зяброві кришки мають міцні шипи. Надзяброва порожнина дуже велика, тут розташований лабіринтовий орган.
Тіло та голова вкриті грубими, як наждачний папір, лусками та товстим захисним слизовим шаром. Луски великі, ктеноїдні, 26-32 луски в бічній лінії, 11-15 рядів лусок у поперечному напрямку. Бічна лінія переривається.
Спинний плавець довгий і колючий, має 16-20 твердих і 7-10 м'яких променів. Довжина основи твердих променів спинного плавця становить 42,0-48,3 %, довжина основи його м'яких променів 8,3-12,3 % стандартної довжини. Початок спинного плавця розташований приблизно над основою грудних плавців, а предорсальна (до початку цього плавця) довжина становить 28,7-35,5 % стандартної. Висота м'яких променів спинного плавця більша за висоту його твердих променів (відповідно 13,6-17,0 % і 10,1-13,7 % стандартної довжини). Анальний плавець має 9-11 твердих і 8-11 м'яких променів. Довжина основи твердих променів анального плавця становить 22,1-29,1 %, довжина основи м'яких променів анального плавця 9,3-12,3 % стандартної довжини. Висота м'яких променів анального плавця більша за висоту його твердих променів.
Хвостовий плавець короткий, округлий, має 16-17 променів. Основа хвостового плавця, а також м'яких частин спинного та анального вкриті лускою. Як тверді, так і м'які промені спинного й анального плавців у цієї риби міцніші, ніж у більшості інших риб, але особливо потужні й міцні в анабаса грудні плавці. Вони мають по 13-15 променів, їхня довжина становить 20,3-24,1 %, а препекторальна (до початку грудних плавців) довжина 28,7-35,3 % стандартної довжини. Початок черевних плавців розташований за початком грудних, превентральна (до початку черевних плавців) довжина становить 33,0-41,0 %, а їхня довжина 13,0-17,0 % стандартної довжини; ці плавці мають по 1 твердому та по 5 м'яких променів. Гострі тверді промені плавців за небезпеки негайно настовбурчуються.

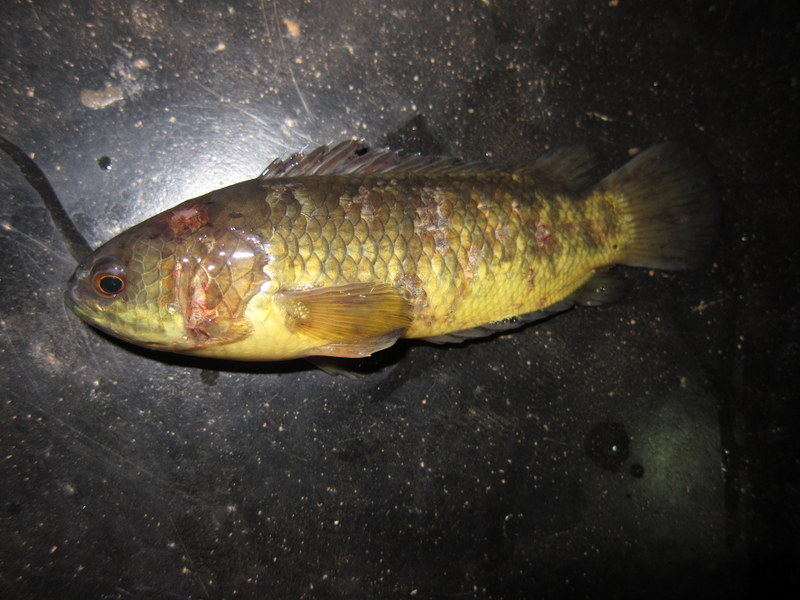

### Забарвлення
Забарвлення однотонне, варіює залежно від місця походження риб, переважають сірі, коричнюваті, зеленкуваті кольори. Спина та боки темніші, черево — світліше, зазвичай жовтувате. На боках проглядаються декілька слабких темних поперечних смужок. Тіло вкрите латунного кольору лиском. Спинний та хвостовий плавці сірі, анальний та грудні — жовтуваті з темними плямами, черевні — жовтогарячі. Хвостовий та м'якопроменева частина анального плавця мають темну облямівку. Райдужна оболонка ока золотава або червонувата. Темна цятка розташована на задньому краї зябрових кришок, у нижній частині голови присутньо декілька поздовжніх смужок.
Молодь на боках та спині зеленкувата, черево, грудні, черевні та анальний плавці блідо-жовті. Виразна темна пляма розташована біля основи хвостового плавця, з віком вона вицвітає. Зазвичай чорна цятка присутня також на основі грудних плавців. На боках може бути чотири або більше вертикальних смуг.
Відомі ксантична (xanthic, жовта) та альбіносна (albino) форми.

### Фізіологія
Фізіологічна особливість виду полягає в тому, що повзун індійський може дихати не лише у воді, а й на суходолі, засвоюючи кисень прямо з повітря. Засвоєння кисню поза водою можливе завдяки наявності в цієї риби, поряд із зябрами, додаткового органу дихання — лабіринту. Лабіринтовий орган розташований безпосередньо над зябрами, в камері, утвореній розширенням верхньої (епібранхіальної) секції першої зябрової дуги. Лабіринтовий орган складається з численних складок, форма яких значно збільшує площу дихальної поверхні. Складки містять безліч кровоносних судин, і повітря, потрапляючи в лабіринт, насичує кров киснем.
Серед усіх лабіринтових риб індійський повзун має найбільший розмір лабіринтового апарату у співвідношенні до маси тіла.

### Статеві відмінності
Статеві відмінності невиразні, зазвичай стають помітними лише з наближенням нересту. Самки загалом трохи більші за самців, трохи кругліші й мають меншу голову. Ближче до нересту черево в самок помітно товстішає. Самці стрункіші, спинний та анальний плавці в них більші й загострені на кінцях. Самки A. testudineus мають більше співвідношення ваги до довжини, ніж самці. Забарвлення самців темніше. В період розмноження у зрілих самок в нижній частині черева, а також на черевних плавцях з'являється жовтогаряче забарвлення.

## Поширення
Вид широко розповсюджений в тропічних і субтропічних районах Азії. Зустрічається в Пакистані, Індії, Бангладеш, Непалі, Шрі-Ланці, М'янмі, Таїланді, Камбоджі, Лаосі, В'єтнамі, Південному Китаї, Малайзії, Індонезії. Вважається, що індійський повзун поширений до Лінії Воллеса, а крайньою східною точкою його природного ареалу є острови Сулавесі та Тимор в Індонезії. Головним бар'єром для поширення виду далі на північ є середня температура 10 °C для січня, яку він не може перетнути.
Індійський повзун був широко інтродукований в інших країнах, зокрема на Філіппінах, у Папуа-Новій Гвінеї, на деяких тихоокеанських островах. Інтродукована популяція Anabas testudineus була зафіксована в 1970-х роках у Флориді (США), але згодом вона щезла.
Населяє прісні й солонуваті води; зустрічається в низинних водоймах: озерах, середніх та великих річках, водосховищах, ставках, болотах, струмках, каналах, канавах, на рисових полях, в штучних басейнах, у гирлах річок та лиманах. Поширений у стоячих і з млявою течією водоймах, живе навіть в каламутних застійних водах. Серед середовищ існування індійського повзуна є й такі, що періодично висихають. Часто зустрічається в місцях із густою рослинністю. Температура води 22-30 °C.
Повідомляється про здійснення сезонних міграцій індійським повзуном у дощовий період з головного русла річок або інших постійних водних об'єктів до менших приток та затоплених під час повені територій; в сухий сезон риби повертаються назад.
Вид широко розповсюджений, зустрічається дуже часто. Загалом у світі стан збереження виду не розглядається як вразливий, але в деяких районах чисельність індійського повзуна скорочується. Зменшення популяції A. testudineus зафіксували дослідження в Центральному Сулавесі, проведені 2013 року. Причиною цього процесу є деградація середовищ існування виду, головним чином, через перетворення водно-болотних угідь на рисові поля та плантації олійної пальми, а також відведення земель під житлові й промислові райони міст. На Шрі-Ланці чисельність риби-повзуна скорочується через забруднення водойм, розширення сільськогосподарських земель, а також інтродукцію інвазійних видів: Catla catla, Labeo rohita, Oreochromis mossambicus, O. niloticus, Ctenopharyngodon idella, Hypophthalmichthys molitrix, Cyprinus carpio, Clarias gariepinus. Чисельність дикої популяції в дельті Гангу швидко скорочується через використання пестицидів і добрив, деградацію водойм, знищення місць існування риби, нерозбірливий її вилов, перешкоди в міграції на нерест. У Бангладеш індійський повзун зараховується до числа видів, що перебувають під загрозою вимирання, а в індійському штаті Західний Бенгал — до числа вразливих видів.

## Спосіб життя

### Соціалізація
Риби-повзуни тримаються переважно зграями. Коли живуть групою, вони діють активніше, почуваються сміливіше, краще харчуються. Група також виявляє синхронізоване ковтання повітря. Експерименти показали, що окремі особини воліють за краще приєднатися до великої зграї незнайомих представників свого виду, ніж до меншої зграї знайомих риб. Проте за рівної чисельності зграї вони намагаються залишатися зі знайомими рибами. Здатність риб-повзунів до індивідуального розпізнавання допомагає зменшити агресію в зграї цих риб. Опинившись разом, незнайомі риби б'ються й кусаються, але вже на третій день прояви агресії значно зменшуються, а згодом зникають зовсім.
Не дуже жвавий вид. Активними риби стають у сутінках.

### Харчування
Вид є всеїдним за своєю природою. Природний харчовий спектр індійського повзуна дуже широкий, він включає найпростіших, коловерток, фітопланктон (діатомові, синьо-зелені, зелені, нитчасті водорості), дрібних ракоподібних, креветок, комах та їхніх личинок, молюсків, дрібних риб, макрофіти (наземні та водні рослини, фрукти, рисові зерна), детрит. Беруть усе, що можуть здолати. Було помічено, що індійські повзуни за присутності альтернативної здобичі надавали перевагу споживанню личинок комарів.
A. testudineus харчується здебільшого в денний час. Споживання харчових продуктів збільшується з початком сезону дощів і досягає максимуму приблизно в лютому, коли річки розливаються й затоплюють ділянки суходолу.
З віком, точніше, зі збільшенням розмірів риб, змінюється їхній раціон. Мальки харчуються переважно фітопланктоном та зоопланктоном. Молодь надає перевагу личинкам комах. Дорослі риби переходять на більш грубу їжу, стають хижаками, що полюють із засідки.
Унікальним елементом харчової поведінки індійського повзуна є здатність запасати їжу в ротовій порожнині на достатньо тривалий термін.

### Фототаксична реакція
Проведені дослідження засвідчили наявність фототаксичної реакції риби-повзуна на різну інтенсивність світла та кольори встановлених під водою світлодіодних ламп; експерименти проводили вночі. Використання світлових пасток забезпечило значно більший улов, ніж без їхнього використання. Червоний колір виявився найсильнішим (25 %) атрактором (той, що приваблює) для A. testudineus, за ним ішов жовтий (23 %), далі синій (21 %), жовтогарячий (13 %), зелений (10 %) та білий (9 %) кольори. Самок потрапило до пасток значно більше, ніж самців, тобто самки виявилися більш чутливими до кольорів у порівнянні з самцями.

### Дихання
Завдяки наявності додаткового органу дихання індійський повзун може жити й процвітати в збіднених на кисень водоймах. Як показали дослідження, в більшості випадків анабас отримує більше кисню з повітря (в середньому 53,6 %), ніж з води (46,4 %), однак цей показник є індивідуальним і може помітно відрізнятися. Основна кількість вуглекислого газу виводиться через зябра, у пропорції приблизно 10:1 з іншими органами.
Для наповнення лабіринту повітрям риби регулярно спливають до поверхні води за черговим ковтком повітря. Звичайний інтервал становить 3-15 хв., але бувають і короткі інтервали — близько 30 сек. В стані спокою оперкулярні рухи анабаса переривчасті, рот та зяброві кришки довго лишаються закритими, але вони починають часто рухатись безпосередньо перед вдиханням повітря та відразу після цього. Частота оперкулярних рухів варіює в межах 30-50 раз на хвилину.
Риба до 6—10 годин може обходитися без води, якщо лабіринт захищений від зневоднення. За таких умов повзун значно частіше вдихає повітря, але загальне споживання кисню зменшується приблизно на 20 %. З іншого боку, анабас обов'язково має дихати повітрям. Якщо його позбавити такої можливості, він задихається. В спокійній, насиченій киснем воді риба-повзун відпочиває близько 1 години, а тоді виявляє ознаки неспокою, починає енергійно рухатись і спливає до поверхні за ковтком повітря. Коли індійський повзун перебуває на течії, у безперервному потоці насиченої повітрям води, він почувається спокійно й може дихати лише зябрами протягом 6-8 годин, але після цього все-одно вдихає атмосферне повітря.

### Витривалість
Індійський повзун належить до числа найміцніших і найвитриваліших видів риб. Він може витримувати надзвичайно несприятливі екологічні умови, зокрема великий діапазон коливань температури, низький вміст кисню у воді, коливання рівня рН тощо. Анабас може переживати сухий сезон, на декілька тижнів закопуючись у мул, здатний тривалий час залишатися живим поза водою, якщо органи дихання лишатимуться вологими.
Індійський повзун може жити в слабосолоних водах лиманів і витримує солоність до 10 г/л.

### Повзання суходолом

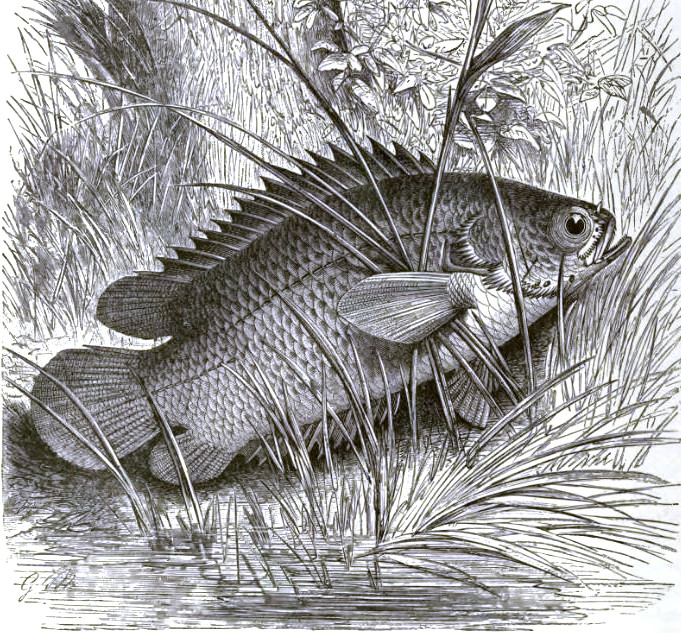
Анабас за допомогою плавців виповз на берег

Ця риба добре відома тим, що довгий час може перебувати поза водою й своєю здатністю «ходити» суходолом. Протягом сезону дощів, коли водойми розливаються, повзуни часто подорожують недовговічними водними шляхами, а коли вода відступає, можуть опинятися в пастці. В такому випадку вони залишають свою тимчасову домівку й переповзають суходолом до іншої водойми. При цьому повзуни здатні долати велику відстань (до 100 метрів), а в певних випадках навіть долають невеликі підвищення. Такі міграції відбуваються лише на вологому ґрунті, зазвичай заболоченими територіями уночі чи спозаранку, коли земля ще лишається вологою від нічної роси, або під дощем. Тоді рибам не загрожує пересихання слизу на шкірі. Вони рухаються маленькими групами. Особливо дивовижною є їхня здатність пошуку води та орієнтація на нові водойми. Під час подорожі повзуни використовують для дихання лише атмосферне повітря.
При пересуванні суходолом рухи риб є дещо незграбними й повільними. Широко розкриті зяброві кришки підтримують тіло у вертикальному положенні, риба відштовхується від землі своїми сильними грудними плавцями, а поступальний рух забезпечується звивистими рухами хвоста.

### Вплив пестицидів
Риби-повзуни, що живуть на рисових полях, все частіше стикаються з використанням агрохімікатів, особливо пестицидів. Хімічні речовини негативно впливають на здоров'я й кондиції риб. Дикофол (англ. Dicofol), близький за хімічним складом до ДДТ, порушує позиційну орієнтацію риб, призводить до скорочення оперкулярних рухів, зменшення споживання їжі та здатності до тривалого плавання на течії. Фенобукарб (англ. Fenobucarb), інсектицид класу карбаматів, та пестицид хлорпірифос у рекомендованих для землеробства дозах не викликають прямої смертності риб, але провокують тривале гальмування активності ацетилхолінестерази в головному мозку.

### Розмноження
Нерестовий період в індійського повзуна припадає на сезон дощів і триває від трьох до восьми місяців, в різних країнах та місцевостях ці місяці можуть бути різними. Розмноження відбувається в низинних болотах, на рисових полях, в озерах, ставках, невеликих ямах, канавах, струмках, річках та зрошувальних каналах. Це водойми глибиною не менше 10-25 см, вони можуть бути стоячими або проточними, мати або не мати водних рослин.
Статева зрілість настає на першому році життя, коли риби досягають загальної довжини 7-14 см. Повзуни починають розмножуватись, коли отримують відповідну екологічну підказку й показники води досягнуть відповідного порогового значення. Поки всі екологічні сигнали не будуть здійснені, риби фізіологічно ще не готові до нересту. Успішний нерест у більшості випадків відбувається в похмурі та дощові дні, особливо після сильних злив.
Статеві відмінності стають помітними лише з наближенням нересту. Забарвлення самців темнішає, на тілі, а особливо на грудних і черевних плавцях, у них з'являється червонуватий відтінок, а на хвостовому стеблі виступає чорнувата ромбоподібна пляма. Грудні плавці в самців грубшають, тоді як у самок вони бувають м'якими. В риб з'являються статеві сосочки (англ. Genital papilla), вузькі й загострені в самців і набряклі в самок. Самки зазвичай більші за самців і відрізняються опуклим черевом, пляма на хвостовому стеблі в них має видовжену форму й дещо розмазана.
Нерестяться індійські повзуни вночі й, як правило, в каламутній воді. Тому безпосередні спостереження за нерестом А. testudineus у дикій природі є практично неможливими. Всі описані в літературі спостереження за розмноженням індійського повзуна були зроблені в штучних умовах, причому для стимуляції нересту зазвичай використовують різні гормональні препарати. Було встановлено, що оптимальною для індукованого нересту риби-повзуна є температура 26-27 °C.
Більшості лабіринтових риб притаманне батьківське піклування, але індійський повзун не виявляє жодної з його форм. Анабас не будує гнізд, не доглядає за ікрою й не охороняє кладку від хижаків. Нерест груповий. Як залицяння, так і сам нерест відбуваються у відкритій воді.
Нересту передує залицяння, яке може тривати від 1 до 5 год. Самці в цей час бувають активнішими й агресивнішими. Кожен вибирає собі самку, пливе за нею й намагається притиснутись до неї боком, приблизно на половину корпусу позаду. Якщо самка не реагує на домагання самця або намагається уникнути контакту з ним, той виявляє до неї агресію, яка супроводжується ударами та укусами. При цьому конфліктів та агресивної взаємодії між самцями через суперництво або конкуренцію не спостерігається, їх цікавлять лише самки. Про наближення нересту свідчить поведінка самки, коли вона повертається до самця, який її переслідує, й риби зупиняються в позиції «валетом». Далі пара може утворити кільце, стаючи «ніс до хвоста», й здійснити 1-2 оберти, після цього риби розходяться.
Власне спаровування відбувається в типових для лабіринтових риб тісних обіймах. Самець і самка обіймаються тілами й здійснюють декілька конвульсивних рухів тілом, у цей момент викидаються статеві продукти. Нерест порційний, спаровування багаторазово повторюються. За один акт пара відкладає й запліднює до 200 ікринок. Після чергового спаровування риби розходяться, але можуть майже відразу з'єднатися знову, можливо навіть з іншим партнером. Іноді активна нерестова поведінка, до якої зазвичай залучається більшість зграї, на декілька хвилин припиняється, після чого вона відновлюється знову. Загальна тривалість нересту становить 1-3 год.
Навіть у особин, що вже віднерестилися, гонади продовжують містити статеві продукти, й як самки, так і самці вже за 3 доби здатні нереститися знову.
Індійський повзун відрізняється високою плідністю. Кількість ікринок залежить від розмірів самки (її довжина, маса), умов навколишнього середовища, наявності простору та їжі. В різних дослідженнях були зафіксовані показники плідності, що коливаються у великому діапазоні від 1556 до 227 378 ікринок від особини (останнє значення для самки 24 см завдовжки й масою тіла 276,1 г).
Інфантицид є для анабаса звичайним явищем. Одні дорослі особини охоче їдять ікру, інші ігнорують її.
Ікра в індійського повзуна прозора, є відносно дрібною. Розмір ікринок може коливатися від 0,54 мм до 0,92 мм у перетині. Вступаючи в контакт із водою, вони набухають і збільшуються приблизно на 0,2 мм. Запліднені ікринки світлі, яскраво-золотистого кольору, напівпрозорі як перлина, майже сферичної форми, не адгезивні (не липкі), тому кожна тримається окремо. Завдяки наявності великої жирової краплі, діаметр якої лише трішки менший за діаметр самої ікринки (0,53-0,58 мм), ікра риби-повзуна вільно плаває на поверхні води. Припускається, що в збіднених на кисень тропічних водоймах біля поверхні ембріони, що розвиваються з ікри, мають кращі умови для дихання.
Розвиток ікринки розпочинається вже через 20 хв. після відкладання ікри. Відбувається розщеплення й приблизно через 4 год. утворюється кулька з клітин (морула) й зародок переходить на стадію бластули, ще за годину починається гаструляція. На цьому етапі починається диференціація ембріональної тканини, а до кінця процесу можна спостерігати три чіткі шари зародка. Стадія гаструли закінчується приблизно через 7,5 год. після відкладання ікри й переходить у стадію нейрули, коли починають утворюватись внутрішні органи ембріона. Приблизно за 9,5 год. після відкладання ікри стає помітним органогенез. Через 13 год. хвіст відділяється від жовткового мішка, в цей час вже можна спостерігати кровообіг, а за 15 год. рухи хвоста стають добре помітними. У віці 17-19 год. голова, тіло та хвіст личинки вже чітко диференційовані, можна побачити рот та очі, формується серце й починає циркулювати кров. Інтенсивні рухи хвоста врешті руйнують оболонку ікринки й личинка виходить на волю. Залежно від температури води, відбувається це через 18-22 год. після відкладання ікри. Часто хвіст виходить з ікринки першим, а передня частина ще тривалий час може залишатися всередині оболонки. Протягом 1 год. вилуплюються практично всі личинки.
Личинки, які щойно вилупились, прямі, мають загальну довжину 1,7–2,3 мм і великий круглий або овальної форми жовтковий мішок (0,6-0,7 мм в перетині). Спочатку личинки тримаються майже нерухомими під самою поверхнею води, стоять горизонтально, жовтковим мішком догори; голова розташовується близько до черева. Як і ікра, личинки плавають на поверхні води. Вони прозорі, мають непігментовані очі, рот ще не відкритий.
На другий день життя довжина личинок становить 2,6–2,8 мм, стає помітною бічна лінія, вони все ще лишаються переважно нерухомими в поверхневому шарі води, але деякі вже починають сіпатись. На третій день голова відокремлюється від передньої частини жовткового мішка, утворюються верхня та нижня щелепи, з'являється пігментація очей, відкриваються рот і задній прохід, також утворюється плавальний міхур, з'являються зяброві дуги, довжина личинок становить 3,0–3,6 мм. Вони все ще пасивно переносяться рухом води, але іноді, за переляку, демонструють втечу, здійснюють енергійні занурювання на різну глибину з наступним пасивним спливанням до поверхні. Надалі личинки рухаються все активніше, намагаються перевернутися в природне положення. Це їм вдається тільки після повної резорбції (розсмоктування) жовткового мішка. У віці 5 днів загальна довжина личинок становить близько 4,8 мм, у них вже є плавці.
Невдовзі після розкриття рота личинки починають харчуватися (зовнішнє харчування), це відбувається ще до повного поглинання жовткового мішка. Травна система на цей час у них вже повністю розвинена. Надалі розміри жовткового мішка швидко зменшуються, й він повністю щезає приблизно на сьомий день після вилуплення. На цей період припадають найбільш важливі зміни в поведінці личинок індійського повзуна. В результаті зміни розміру та форми жовткового мішка, жирова крапля зміщується на верхній полюс личинки, й остання займає позицію спиною догори. Личинки все ще тримаються біля поверхні води, але за переляку стрімко кидаються до дна. Початкове наповнення плавального міхура, як правило, відбувається одночасно з переходом на екзогенне харчування, але лише на сьомий день він наповнюється газом у більшості личинок. Тепер плавальний міхур забезпечує малькам орієнтоване плавання. Личинка переходить у стадію малька.
Перехід на екзогенне харчування є критичним у житті мальків. Якщо вони в цей момент не отримують відповідного корму, то стають кволими, охлялими й з часом гинуть. За нестачі корму настає масова загибель виводка. У віці 6 днів більшість мальків уже тримається біля дна, їхня загальна довжина на цей час становить 5-7 мм. У них з'являються зуби, й майже відразу починає спостерігатися канібалізм, який надалі зростає. Згодом мальки переходять до середнього шару води; канібалізм продовжується. На масштаби цього явища впливають зокрема доступність схованок та освітлення. Жирова крапля та плавальний міхур співіснують деякий час. Згодом, разом із редукцією жирової краплі, утворюється додатковий орган дихання — лабіринт. За різними джерелами, він формується на 10-16-й день, коли довжина мальків становить 7-12 мм.
Забарвлення мальків складається з меланофорів. Спочатку їх мало, але зі зростанням мальків вони збільшуються й на 10-й день охоплюють більшу частину боків тіла. Вони вишиковуються в горизонтальні смуги: 7-8 на 13-й день, 10 і більше — на 16-й. Біля хвостового плавця формується темна цятка. За довжини тіла близько 7 мм мальки вже володіють більшістю фізіологічних функцій. Маючи стандартну довжину 8,3 мм (19-й день) мальки досягають ювенальної стадії, вони вже мають повне агрегатне число променів у плавцях, сталі пропорції тіла, починають дихати повітрям та змінюють зону проживання з нижніх шарів на середні. Ці явища продовжують розвиватись і надалі, приблизно на 35-й день довжина мальків перевищує 22 мм, а лабіринтовий орган у них ускладнюється до тришарової структури. Горизонтальні смуги на тілі на ювенальній стадії поступово згасають.

## Значення для людини
Індійський повзун має комерційне значення в рибальстві, аквакультурі, акваріумах. В окремих регіонах цю рибу використовують для боротьби з комарами та комахами-шкідниками сільськогосподарських культур.

### Рибальство
В багатьох країнах Південної та Південно-Східної Азії риба-повзун є важливим об'єктом місцевого рибальства. Незважаючи на невеликий розмір, риба цінується за смак і аромат, поживні та відновлювальні (реабілітаційні, зміцнювальні) властивості свого м'яса. Здатність індійського повзуна дихати повітрям дозволяє тривалий час зберігати його свіжим без води та транспортувати на великі відстані.
Вважається смачною харчовою рибою, але не найкращої якості, оскільки має багато кісток. Існує високий ринковий попит на цю рибу. Поширена думка, що індійський повзун має особливу поживну та лікувальну цінність. Його пропонують матерям-годувальницям, дітям, хворим та людям, що одужують після хвороби. М'ясо риби-повзуна багате на залізо та мідь, які підтримують синтез гемоглобіну, воно містить багато білків, ліпідів, омега-3, високоякісних поліненасичених жирів, докозагексаєнової та ейкозапентаєнової кислот.
Ловлять повзунів переважно в низинних болотах та в заболочених урочищах, а ще в занедбаних ямах, ставках і калюжах, які висихають у літні місяці. Використовують різноманітні традиційні рибальські методи, ставлять сітки на межі каналів і рисових полів. Місцеві рибалки зазвичай застосовують різний прикорм або приманки, щоб заманити риб до пасток чи сіток, але можуть обходитись і без них. Були проведені успішні експерименти із заманювання риб на світло. Небезпека використання сіток полягає в тому, що риба заплутується в них і не може дістатися поверхні води, щоб ковтнути повітря, та врешті гине. Також індійських повзунів збирають на землі в дощову погоду, коли вони рухаються заболоченими територіями.
Риб зазвичай продають на базарах, де вони (поки вологі) залишаються живими протягом декількох днів.
Попит на рибу-повзуна дуже високий, ринкова вартість, залежно від регіону, коливається від 2 до 4 доларів США за 1 кг.

### Аквакультура
Останніми роками в багатьох азійських країнах анабас викликає все більше уваги як перспективний об'єкт прісноводного рибництва. Його розводять на комерційній основі в Таїланді, Малайзії, Індонезії, В'єтнамі, на Філіппінах, в Бангладеш та Індії. Це дуже цінний вид, в Індії він тричі дорожчий за тиляпію, користується великим попитом по всій Південній і Південно-Східній Азії. Світова продукція 1994 року склала 26 944 тонн, вся з регіону Азії. Лише в Таїланді, за даними Таїландського департаменту рибного господарства, виробництво A. testudineus збільшилося з 7700 тонн у 2001 році до 16 200 тонн у 2005 році; кількість фермерських господарств зросла з 550 у 2005 році до 1024 у 2007 році.
Індійський повзун може культивуватися у прісноводних ставках, копанках, басейнах, а також на рисових полях. Дослідження показали, що можна розводити цих риб за солоності до 10 г/л і вирощувати за солоності до 15 г/л, при цьому оптимальні рівні солоності різняться на різних етапах розвитку мальків. Вид можна культивувати окремо або в поєднанні з Clarias batrachus та Heteropneustes fossilis, Anabas testudineus також є хорошим компонентом аквакультури в коропових ставках. Має місце транслокація окремих штамів A. testudineus. Зокрема в Бангладеш отримали поширення тайський та в'єтнамський штами, темпи зростання яких набагато вищі, ніж у місцевої популяції індійського повзуна.
В рибних господарствах фермери вирощують молодь розміром понад 10 см. Попит на цей вид постійно зростає, але фермери не мають можливості отримати достатньо мальків для комерційної аквакультури. Головним обмеженням є відсутність стандартизованого методу спонукання риб до розмноження. A. testudineus у неволі не розводиться природним шляхом. Для стимуляції нересту використовують різні гормональні препарати, що містять гонадотропін (GnRH), лютеїнізуючий гормон (LHRHa), екстракт гіпофізу коропа (CPE), а також синтетичний гормон Wova-FH. Препарати вводять шляхом внутрішньом'язової ін'єкції. Дослідження показали, що найбільш ефективними дозами гормонів для самок риби-повзуна є 0,5 мг на 1 кг маси тіла для препарату Ovaprim (на основі GnRH лосося), 100 мг на 1 кг маси тіла для гіпофізу коропа, 0,3 мл на 1 кг маси тіла для синтетичних гормонів Wova-FH та Ovatide. Самцям зазвичай вводять половину цієї дози. Коефіцієнт запліднення під час індукованого розведення перевищує 90 %. Плідність є високою, від однієї самки отримують від 52 до 130 тис. ікринок.
Успіх індукованого розведення залежить від багатьох факторів. Експерименти, проведені в Бангладеш, засвідчили найкращі показники запліднення, вилуплювання личинок та виживання мальків у середині квітня — травні за співвідношення самок і самців 1:2. Сприятливою для розведення є температура води 26-30 °C, а показник pH 7-8. Проте головним фактором є ін'єкція відповідної дози гормону.
Мальків вигодовують коловертками, наупліусами артемії, моїною та іншим зоопланктоном, а також штучними кормами.
Тайський департамент рибного господарства зацікавився програмою селекційного розведення цього виду.
Розведення індійського повзуна в аквакультурі дозволяє компенсувати скорочення виду як продовольчого ресурсу в природних водоймах. Крім того, аквакультура сприяє збереженню популяції A. testudineus, які останнім часом перебувають під значним тиском через зміни навколишнього середовища, надмірний вилов риби, конкуренцію з боку немісцевих інвазивних видів, а в деяких районах навіть вимирає.

### Утримання в акваріумі
Вперше індійські повзуни були завезені до Європи в 1870-х роках, коли окремі екземпляри виду отримав Лондонський зоопарк. В середині 1880-х років ці риби вже в більшому числі з'явилися в британських акваріумах. З 1891 року анабаси відомі в Німеччині, а 1896 року вони вперше були розведені в бетонному акваріумі в Берліні. 1960 року індійські повзуни були завезені до Радянського Союзу.
Через своє просте забарвлення та агресивний характер анабаси не отримали популярності серед акваріумістів і дуже рідко присутні в продажу. Цікавляться ними переважно спеціалісти з лабіринтових риб. Заводять індійських повзунів також із цікавості, дізнавшись, що вони можуть виживати без води й «гуляти» суходолом. Незважаючи на все це, A. testudineus є дуже цікавим об'єктом для утримання.
Цей вид тримають, головним чином, в публічних акваріумах, зокрема в зоопарках.
При утриманні анабасів обов'язково слід враховувати їхні розміри. Для однієї молодої риби потрібен акваріум місткістю щонайменше 100 л, для групи дорослих знадобиться набагато більше. Рівень води не повинен бути занадто високим, достатньо 25 см. У природі індійські повзуни постійно перебувають у русі групами або цілими зграями й ніколи не зустрічаються поодинці. Відповідно й в акваріумі краще тримати їх невеликою групою. В групі утворюється певна ієрархія. Загалом це мирний, досить стриманий, навіть лякливий вид, але дрібних риб індійські повзуни сприймають як здобич. Сусідами можуть бути великі коропові, соми, цихліди, але в спільному акваріумі анабаси швидко опиняються на другому плані. Рекомендується тримати повзунів у видовому акваріумі.
Облаштування акваріума робиться на власний смак, але в ідеалі рибам слід надати багато схованок. Індійські повзуни, як правило, тримаються в місцях із відносно слабким освітленням. Слушним буде щільно засадити акваріум рослинами, лише спереду лишають трохи вільного місця для плавання. Використовують лише міцні рослини, які саджають у горщики. Корисним є використання рослин, що плавають на поверхні води (наприклад, Ceratopteris thalictroides). Додаткові схованки утворюють з корчів та каміння. Важливо, щоб акваріум був тісно накритий кришкою або склом. Звичайно, «прагнення» анабасів вилізти з води й поповзати по землі є сильним перебільшенням, але ці риби відмінно стрибають і можуть протиснутись у кожну шпаринку. Відстань між кришкою та поверхнею води має становити щонайменше 10 см. Це не лише захист від втечі, над поверхнею утворюватиметься шар вологого повітря, яке риби використовують для дихання, а ще, вистрибуючи з води, вони можуть ударитись об покривне скло.
Індійські повзуни ведуть нічний спосіб життя, стають активними лише надвечір. Рекомендується заводити молодих риб, тому що дорослі важко приживаються. Риби-повзуни, що утримуються в акваріумі, стають доволі ручними. Звикаючи до режиму годівлі, вони реагують на наближення господаря, на підйом кришки, відразу спливають до поверхні й часто навіть вистрибують, щоб схопити корм.
Анабаси не сильно вимогливі до тепла, добре почуваються за температури 20-30 °C, мінімальна температура 12 °C. До твердості води також не виставляють особливих вимог. Рекомендовані показники води: dH до 20°, рН 6,8-8.
Anabas testudineus їсть абсолютно все, вид не має спеціалізації на певному виді харчування. Проблема полягає тільки в тому, що ці риби є страшенними ненажерами й потребують міцного корму у великій кількості. В акваріумі беруть більшість звичайних живих і заморожених кормів. Надають перевагу їжі тваринного походження: дощові черви, личинки борошняних хрущаків, трубковик, водяні ослики, дрібні рибки, равлики, комахи, личинки комарів, дафнії. Дуже добре підгодовувати індійських повзунів мальками живородних риб, можна давати шматочки сирої яловичини. Їдять також рослинну їжу, зокрема водорості, листя салату, вівсяні пластівці. Можуть поласувати м'якими вищими рослинами, тому в акваріумі з анабасами не повинно бути колекції їхніх цінних видів. В умовах неволі призвичаюються й до сухих кормів, при цьому краще беруть гранули, ніж пластівці. Харчуються переважно вночі.
Через активний обмін речовин, притаманний цим рибам, потрібно регулярно змінювати частину води (приблизно третину вмісту акваріума). Фільтрація має бути ефективною, але, по можливості, слід уникати сильного потоку води.
Проблемно ловити індійських повзунів сачком. Якщо сачок має грубу комірку, риби чіпляються за нього твердими променями своїх плавців або шипами зябрових кришок, й вийняти їх буває дуже важко. Якщо ж тканина сачка буде густою, анабаси повзатимуть по ній і можуть вистрибнути. Тому, виловлюючи риб, рекомендується обережно заганяти їх у скляну посудину.
Отримати потомство від анабасів в умовах акваріума без застосування штучної гормональної симуляції вдається досить рідко. Розведення може бути парне або групове, за різного співвідношення самців та самок. Для розведення використовують великі акваріуми місткістю щонайменше 120 л з низьким рівнем води. Нерест стимулюють частими змінами води та підвищенням температури. Якість води не має суттєвого значення, температура може становити 25-30 °C. Самка відкладає до 5000 ікринок, які спливають до поверхні води. Батьки не піклуються про ікру та потомство, тому найкраще відразу після нересту забрати їх з нерестовища. Стартовий корм для мальків: живий пил, коловертки, наупліуси артемій. Вирощувати їх нескладно.

### Боротьба з комахами
Відомі приклади ефективного використання Anabas testudineus для боротьби з комарами з родів Aedes, Culex та Anopheles. Личинки комарів є важливою складовою раціону харчування риби-повзуна. Схожість середовища існування (водно-болотні угіддя, рисові поля, тимчасові ставки) з личинками комарів та здатність цих риб переносити низький рівень кисню у воді сприяють поширенню їхнього використання в рамках програм біологічного контролю.
Також індійський повзун знищує таких рисових шкідників, як коричневий коник (Nilaparvata lugens), і потенційно може допомогти зменшити використання інсектицидів для боротьби з цими шкідниками на рисових полях.